# Motte di Volpego
Die Motte di Volpego, früher auch Volpadego, stellen eine Inselgruppe in der mittleren Lagune von Venedig dar. Dort bezeichnet man mit einer Motta einen kleinen Hügel, der aus dem Wasser ragt. Die Motte befinden sich südlich von Fusina. Auf der nahegelegenen, bis ins 15. Jahrhundert bewohnten Insel San Marco in Bocca Lama befindet sich eine bedeutende archäologische Fundstätte, an der die älteste venezianische Galeere ausgegraben wurde.
Bei den Inseln befindet sich eine der Messstationen der örtlichen Meereskundler; in den Jahren 1966 und 1967 wurden Bohrkerne entnommen – diese erreichten bereits im August 1963 am Rand der Insel eine Tiefe von -30 m –, die Torf in rund 20.000 Jahre alten Schichten nachwiesen. Auch ließ sich für die Zeit vor 23.000 Jahren eine sehr frühe Rückkehr der Tanne lange vor dem Ende der letzten Kaltzeit belegen. Für das späte 3. und das beginnende 4. Jahrhundert ließ sich ein Flusslauf nachweisen, doch ist die Zuordnung zum Brenta unsicher. Zehn Meter unterhalb des heutigen Wasserspiegels ließen sich Strukturen nachweisen, die auf einen Fluss zurückzuführen sind.